# Contea di Shelby (Ohio)
La contea di Shelby (in inglese Shelby County) è una contea dello Stato dell'Ohio, negli Stati Uniti. La popolazione al censimento del 2000 era di 47 910 abitanti. Il capoluogo di contea è Sidney.